# Home Owners' Loan Corporation

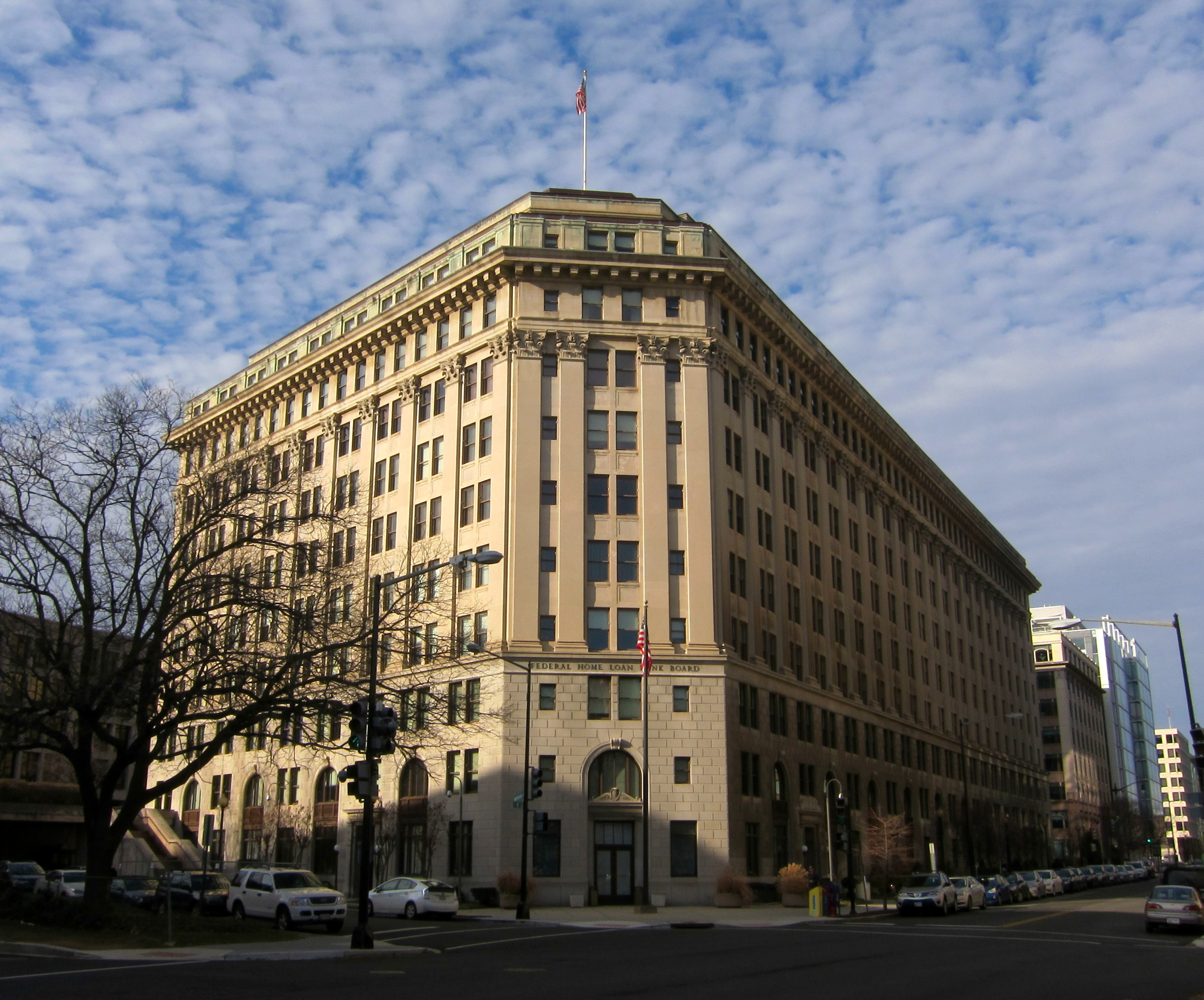
L'ancien siège fédéral de la Home Owners' Loan Corporation.

La Home Owners' Loan Corporation (HOLC), créée par la loi américaine Home Owner's Refinancing Act en 1933, est une agence américaine apparue dans le cadre du New Deal. Son but était de refinancer les maisons pour prévenir les forclusions. Elle a été utilisée pour convertir les emprunts de courte durée en emprunts de plus longue durée (habituellement entre 25 et 30 ans) complètement amortissables. Plus d'un million de personnes en instance de perdre leur maison profitèrent de ses programmes. La HOLC a cessé de prêter en 1935, ayant épuisé les fonds disponibles.
Les programmes du HOLC s'appliquaient seulement aux maisons qui n'appartenaient pas à des agriculteurs et qui valaient moins de 20 000 USD. La HOLC a aussi aidé des prêteurs en refinançant les prêts problématiques et en augmentant leurs liquidités. Quand elle a fermé ses portes en 1951, elle a affiché un petit profit,.
La HOLC a souvent été vu comme le précurseur du redlining hypothécaire. Des recherches semblent suggérer que l'agence ne faisait pas du redlining ni de la discrimination sur une base raciale ou ethnique. Ces comportements discriminatoires étaient basés sur les données reçues des institutions financières privées,.